# Szekszárdi evangélikus templom
A szekszárdi evangélikus templom Szekszárd Bajcsy-Zsilinszky utcájában található. Neoklasszicista stílusban épült 1928-ban, tervezője Friedrich Loránd volt.

## Története
Építtetője és első lelkésze, Németh Gyula 83 évesen halt meg. A templomot 1928. december 16-án Kapi Béla szentelte fel. Orgonája a 19. századból származik, Marschall József, Marcz Ádám műhelye alkotta meg 1800 körül, és a bonyhádi templomból került Szekszárdra az orgona 130 éves korában. 1800 körül készített orgonát 1989-91-ben restaurálta az Aquincum Orgonaépítő Kft. Több hangversenyen is használták. A restaurálás során Theisz Lőrinc György, Pászner Jenő vett részt a munkálatokban.
A templom oltárát katolikus hívő készítette. A szószék díszítése megjeleníti a Hegyi beszéd történetét, Wigand Edit, Wigand Jánosné készítették. A Szekszárdi Evangélikus templom keresztelő medencéje márványból készült, hozzá vörösrezet használtak.
A templom oltárképét Szabó Dezső művész alkotta meg, 1940-ben Kapi Béla felszentelte. Szekszárd látképét ábrázolja. Tolna vármegyei öltözetben jelennek meg a Jézus körül a hívők. Mottója: „Jöjjetek énhozzám mindannyian”, Máté evangéliumának 11. fejezetéből. 
1938-ban kivitelezték a rózsaablakokat. Az üvegen Lukács, Máté, Márk, János evangelisták láthatóak. Pál apostol és Luther Márton alakja is megjelenik. Az ablakra a gyülekezet adta össze a pénzt, adományokból, a családok nevei olvashatóak a színes üvegeken.

## Külső hivatkozások
- Szekszárd Evangélikus temploma Archiválva 2014. február 1-i dátummal a Wayback Machine-ben